# Arkadiusz Kubik
Arkadiusz Tomasz Kubik (ur. 31 maja 1972 w Krakowie) – polski piłkarz grający na pozycji obrońcy, reprezentant Polski.
Jego brat Łukasz (ur. 1978) także jest piłkarzem.
Wychowanek Cracovii, dwukrotnie zdobył mistrzostwo Polski juniorów.

## Reprezentacja Polski
W reprezentacji narodowej rozegrał dwa mecze, debiutował 4 maja 1994 w wygranym meczu w Krakowie z reprezentacją Węgier (3:2).
| lp. | Data         | Miejsce  | Przeciwnik | Rezultat | Rozgrywki  | Grał   | Uwagi |
| --- | ------------ | -------- | ---------- | -------- | ---------- | ------ | ----- |
| 1.  | 4 maja 1994  | Kraków   | Węgry      | 3-2      | towarzyski | do 75' |       |
| 2.  | 17 maja 1994 | Katowice | Austria    | 3-4      | towarzyski | od 37' |       |